# Hugo von Diehl
Hugo Joseph August Diehl, seit 1881 Ritter von Diehl (* 21. Dezember 1821 in Würzburg; † 17. März 1883 in München) war ein bayerischer General der Infanterie, Chef des Generalstabes und Historienmaler.

## Leben

### Herkunft
Hugo war der Sohn des königlichen Stallmeisters August Diehl und dessen Ehefrau Eleonore, geborene Enhuber. Er heiratete am 25. Januar 1859 in München Augusta Kaiser, Tochter eines Oberzollinspektors.

### Militärlaufbahn
Diehl trat im Herbst 1832 als Zögling in das Kadettenkorps ein und wurde am 11. August 1840 als Junker in das 1. Infanterie-Regiment „König“ der Bayerischen Armee übernommen. Er avancierte Ende April 1841 zum Unterleutnant und stieg bis Ende Juni 1854 zum Hauptmann II. Klasse im Regiment auf. Von November 1858 bis April 1859 war Diehl als Lehrer der Taktik an die Kriegsschule kommandiert, rückte Mitte Mai 1859 zum Hauptmann I. Klasse auf und wurde Ende des Monats in den Generalmeisterstab versetzt. Während der Mobilmachung anlässlich des Sardinischen Krieges  war er als Generalstabsoffizier bei der 1. Infanterie-Division. Nach der  Demobilisierung wurde er zum Generalstab des Generalkommandos München versetzt und nahm ab Oktober 1859 seine Lehrtätigkeit an der Kriegsschule wieder auf. Als Major war Diehl kurzzeitig interimistischer Vorstand der Kriegsschule, rückte Mitte September 1862 zur Zentralstelle des Generalmeisterstabes ein und wurde am 1. Januar 1866 zum Generalstabschef beim Generalkommando München ernannt.
Anlässlich des Krieges gegen Preußen erfolgte am 21. Mai 1866 seine Ernennung zum Chef des Generalstabes der 1. Infanterie-Division unter Generalmajor Stephan. In dieser Eigenschaft nahm er an den Kämpfen bei Kissingen, Helmstadt und Roßbrunn teil, wurde Mitte August 1866 Oberstleutnant und kurz darauf für seine Leistungen mit dem Ritterkreuz I. Klasse des Militärverdienstordens ausgezeichnet sowie wegen seines Verhaltens vor dem Feinde belobigt.
Nach dem Krieg kehrte Diehl zunächst in seine Friedensstellung beim Generalkommando München zurück und daran schloss sich am 7. Februar 1867 eine Verwendung als Kommandant der Kriegsschule an. Gleichzeitig unterrichtete er an der neuerrichteten Kriegsakademie ab November 1867 für zwei Jahre Taktik, Kriegsgeschichte und Geschichte der Kriegskunst. Nach seiner Beförderung zum Oberst rückte er am 8. Januar 1869 erneut zur Zentralstelle des Generalstabes ein und trat am 1. Februar 1870 als Kommandeur des 14. Infanterie-Regiments „Hartmann“ in den Truppendienst zurück. Diesen Verband führte Diehl zu Beginn des Krieges gegen Frankreich kurzzeitig auch noch nach seiner am 22. August 1870 erfolgten Ernennung zum Kommandeur des 1. Infanterie-Regiments „König“. Für sein Wirken bei Sedan wurde ihm das Eiserne Kreuz II. Klasse sowie das Komturkreuz des Militärverdienstordens verliehen. Am 15. September 1870 beauftragte man ihn mit der Führung der 6. Infanterie-Brigade, die sich auf dem Marsch zur Belagerung von Paris befand. Für die Führung seiner Brigade und sein tapferes Verhalten bei Plessis-Piquet und Moulin de la Tour am 19. September 1870 wurde Diehl durch das am 27. Oktober 1870 unter dem Vorsitz des Generals von Hartmann in Châtenay-sur-Seine tagende Kapitel zum Ritter des Militär-Max-Joseph-Ordens ernannt. Unter Beförderung zum Generalmajor wurde Diehl am 4. Oktober 1870 zum Brigadekommandeur ernannt und Mitte des Monats mit dem Eisernen Kreuz I. Klasse ausgezeichnet.
Nach dem Friedensschluss kehrte er in die Garnison nach Nürnberg zurück und avancierte am 24. April 1873 als Generalleutnant zum Kommandeur der übergeordneten 3. Division. In gleicher Eigenschaft erfolgte am 24. Juli 1878 seine Versetzung zur 1. Division nach München und Mitte August 1880 erhielt er das Komturkreuz des Verdienstordens vom Heiligen Michael. Unter gleichzeitiger Beförderung zum General der Infanterie und Übertragung der Inspektion des Militär-Bildungswesens erfolgte am 16. Juni 1881 seine Ernennung zum Chef des Generalstabes der Armee. Am 6. November 1881 wurde Diehl für seine Person als Ritter des Militär-Max-Joseph-Ordens der Adelsmatrikel des Königreichs einverleibt. König Ludwig II. würdigte ihn Ende August 1882 durch die Verleihung des Großkreuzes des Militärverdienstordens. Diehl verstarb kinderlos im Alter von 62 Jahren an einer Blutvergiftung.

### Wirken als Maler
Bereits während seiner aktiven Dienstzeit hatte sich Diehl als Maler betätigt. Mit einer Empfehlung von König Ludwig I. war er in den Jahren 1845/46 zur Ausbildung bei Peter Heß, Albrecht Adam und Horace Vernet nach Paris beurlaubt.
- Erstürmung des Montmartre [1814] (kam in den Besitz der Königinmutter Marie von Bayern)
- 1847: Transport französischer Gefangener durch Kosaken
- 1849: Erstürmung des Dorfes Grand-Torey in der Schlacht bei Arcis sur Aube 20. März 1814
- um 1849: Schlacht von Szöreg in Ungarn, 5. August. 1849 (1853 für die Sammlung von Kaiser Franz Joseph I. erworben)
- Episode aus dem Gefecht von Galsaba, 17. Januar 1849